# Dicrurus aldabranus
Dicrurus aldabranus là một loài chim trong họ Dicruridae.